# Levarchama cryptella
Levarchama cryptella är en fjärilsart som beskrevs av Henry Tibbats Stainton 1856. Levarchama cryptella ingår i släktet Levarchama och familjen dvärgmalar. Inga underarter finns listade i Catalogue of Life.